# Lac de lave

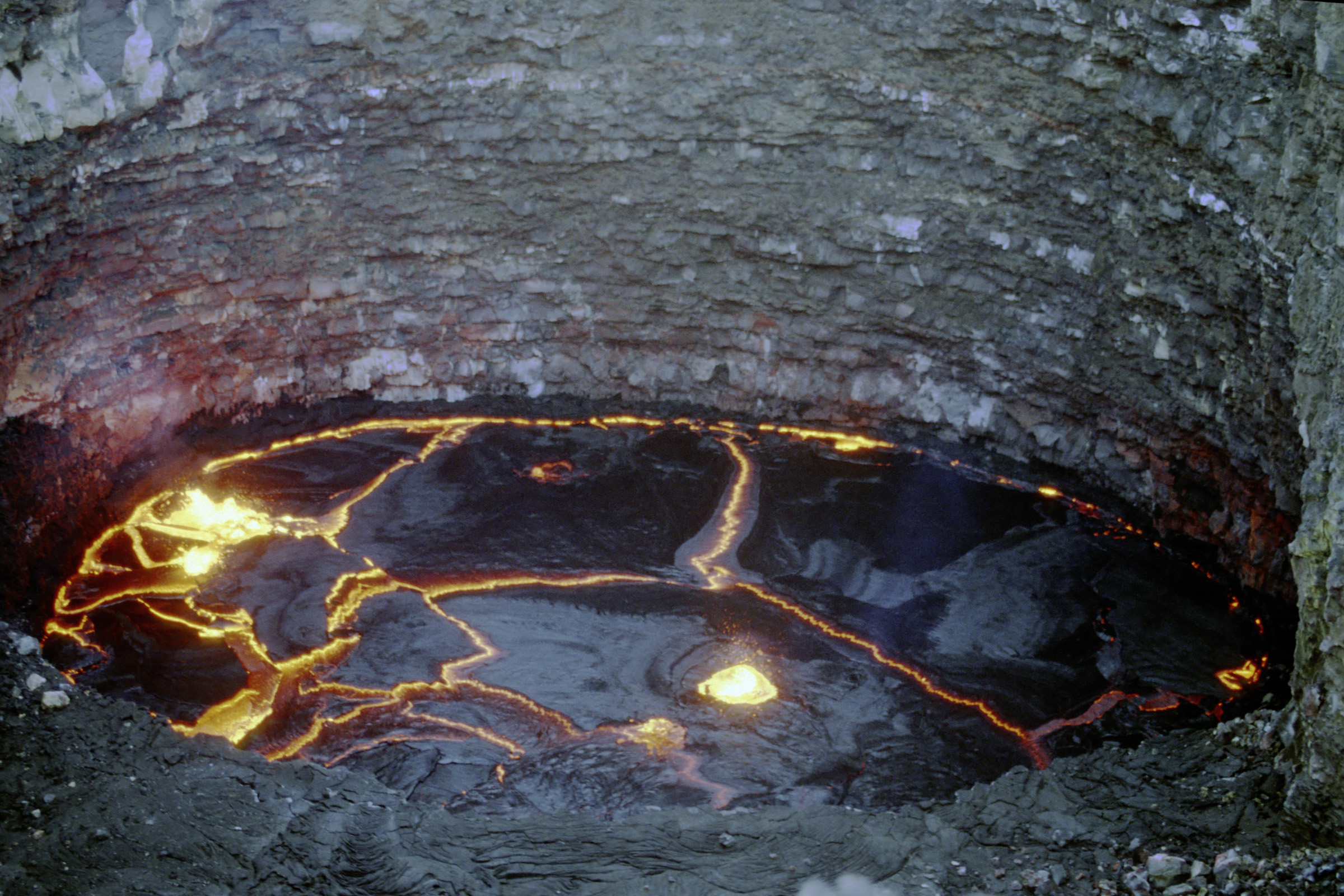
Vue du lac de lave de l'Erta Ale.

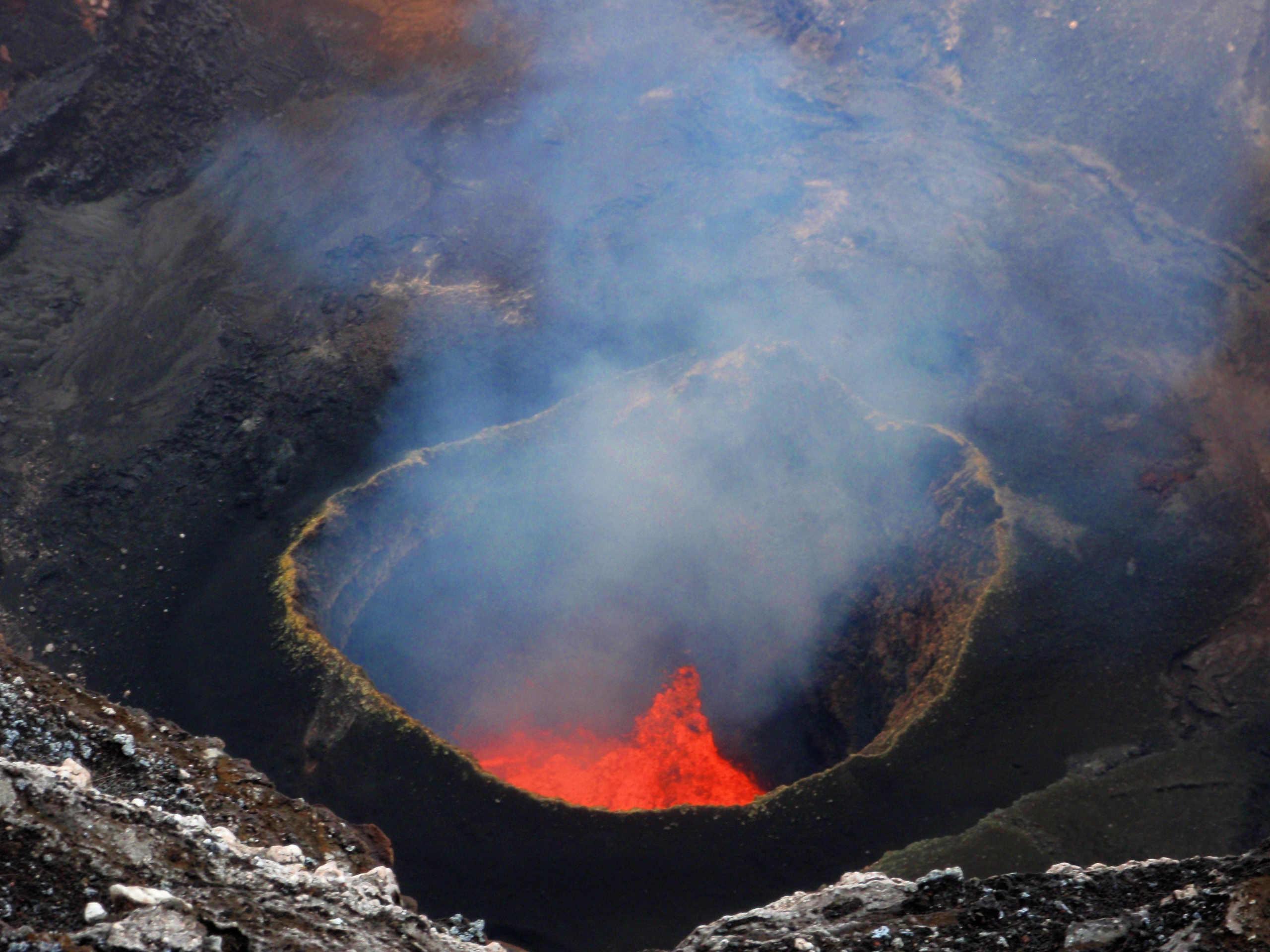
Vue aérienne du lac de lave du Marum en septembre 2009. On distingue une terrasse cratérique qui indique le niveau atteint par le lac précédemment.

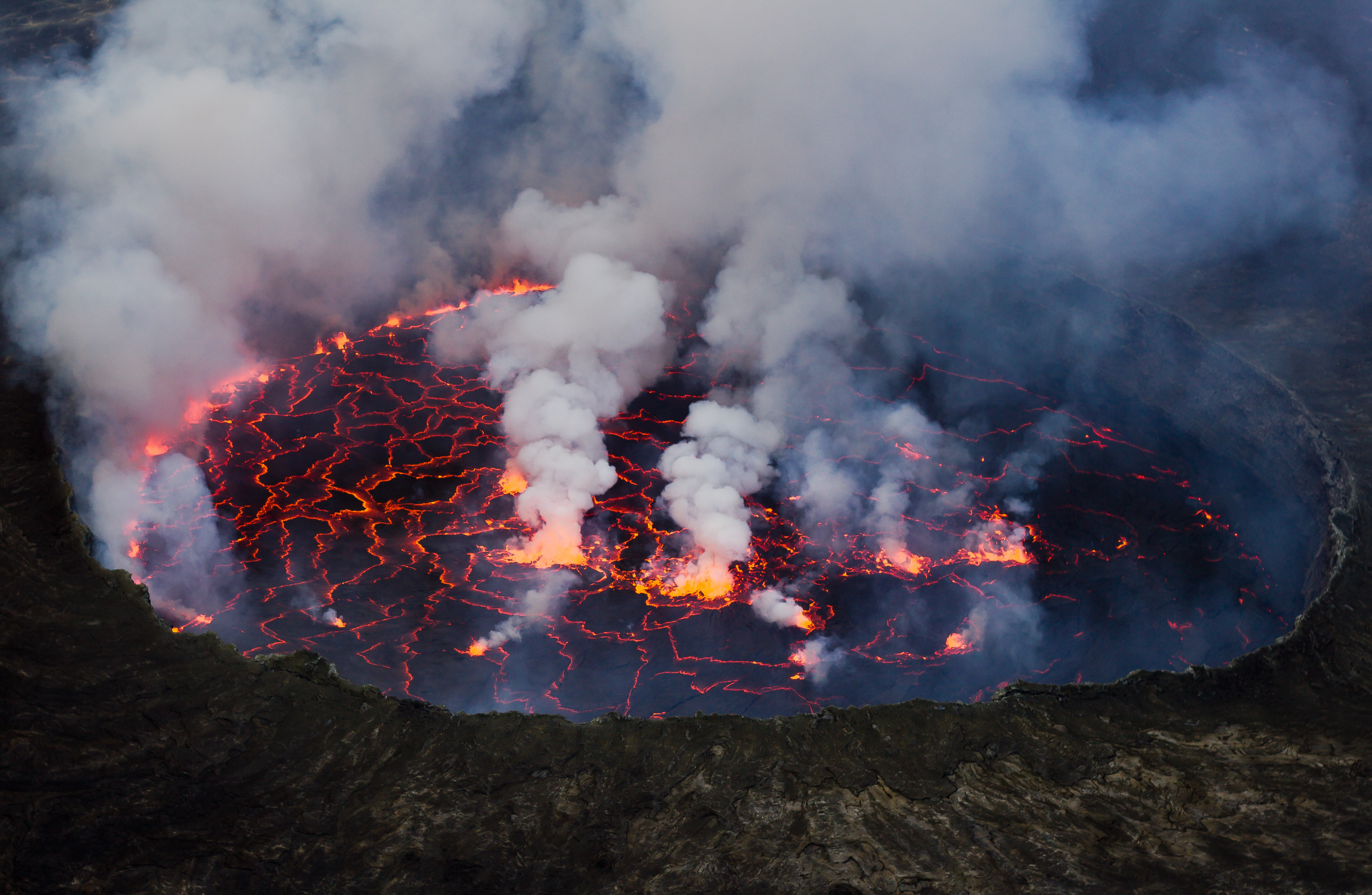
Le lac de lave du Nyiragongo.

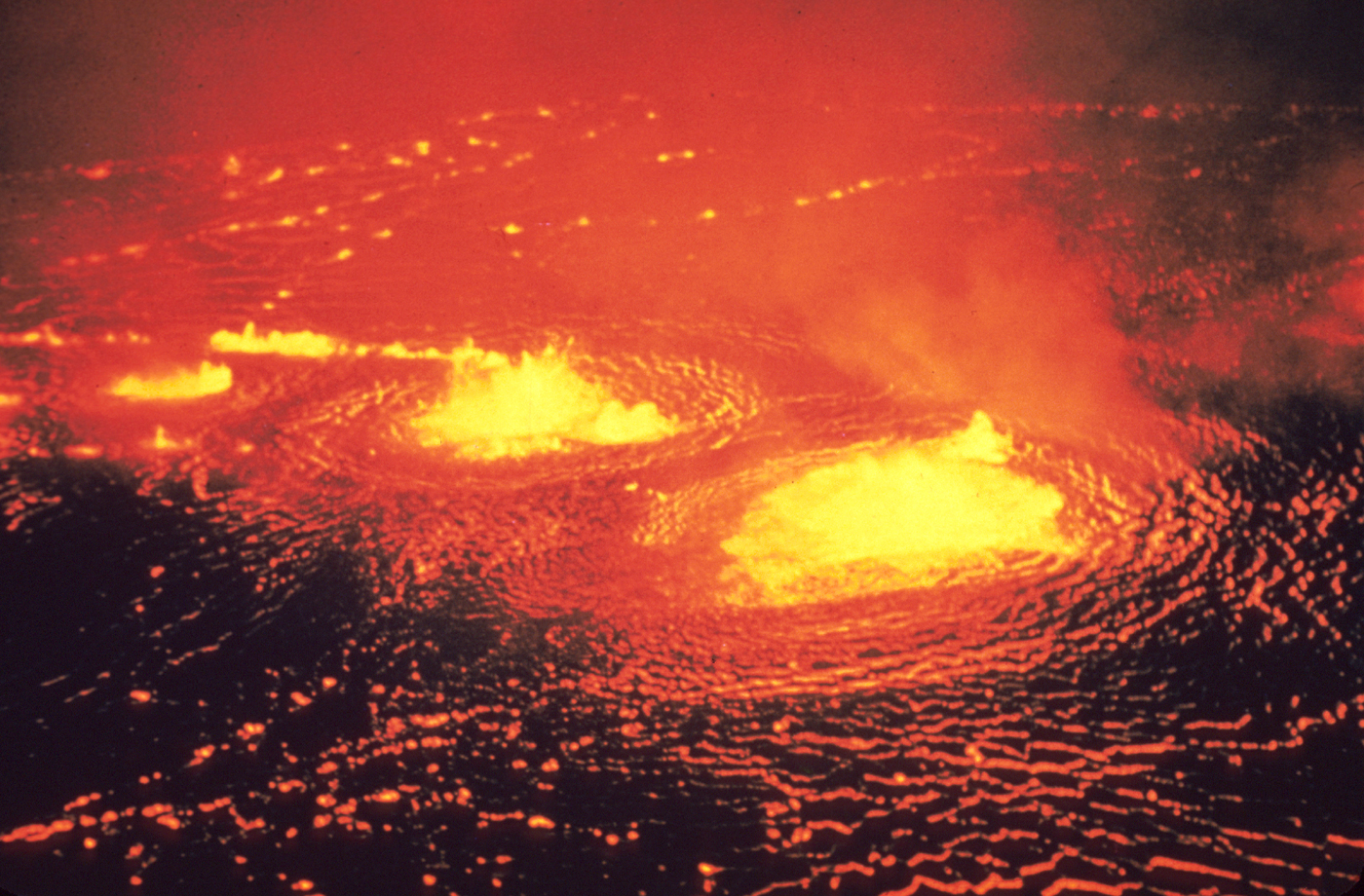
Fontaines de lave du lac de Halemaʻumaʻu, Kīlauea.

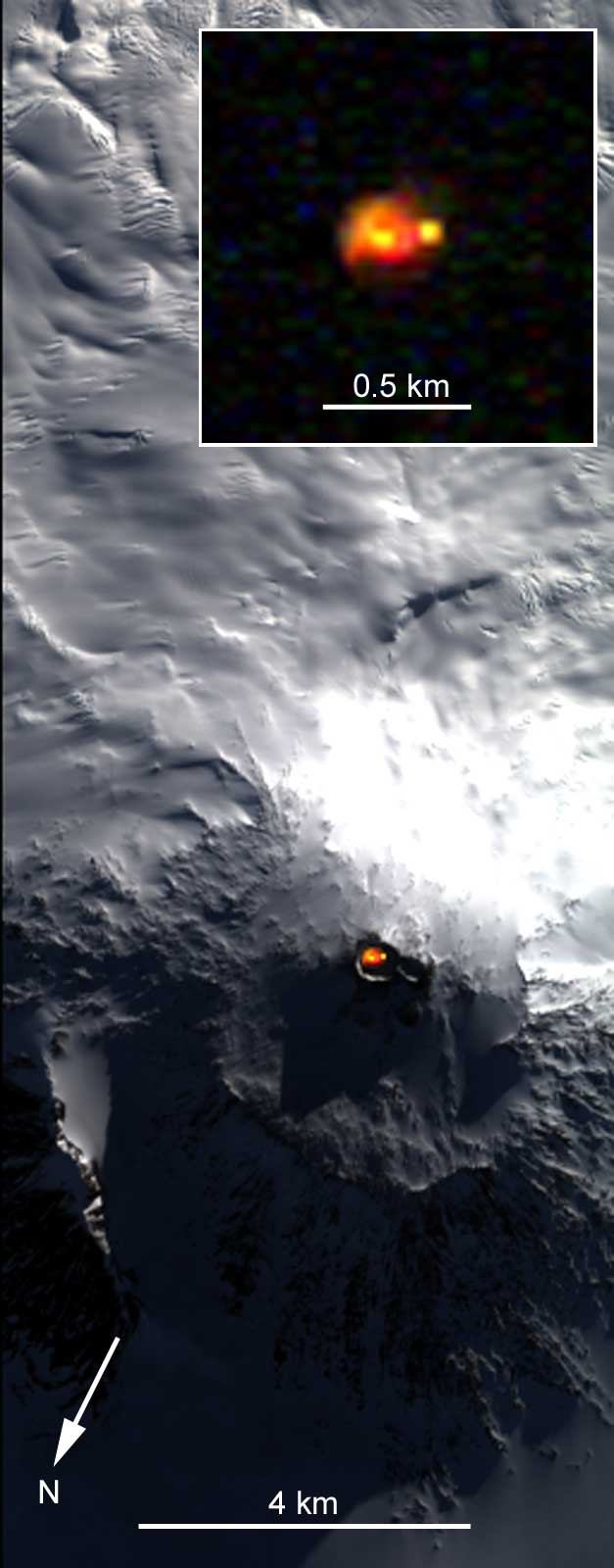
Vue satellite du lac de lave du mont Erebus.

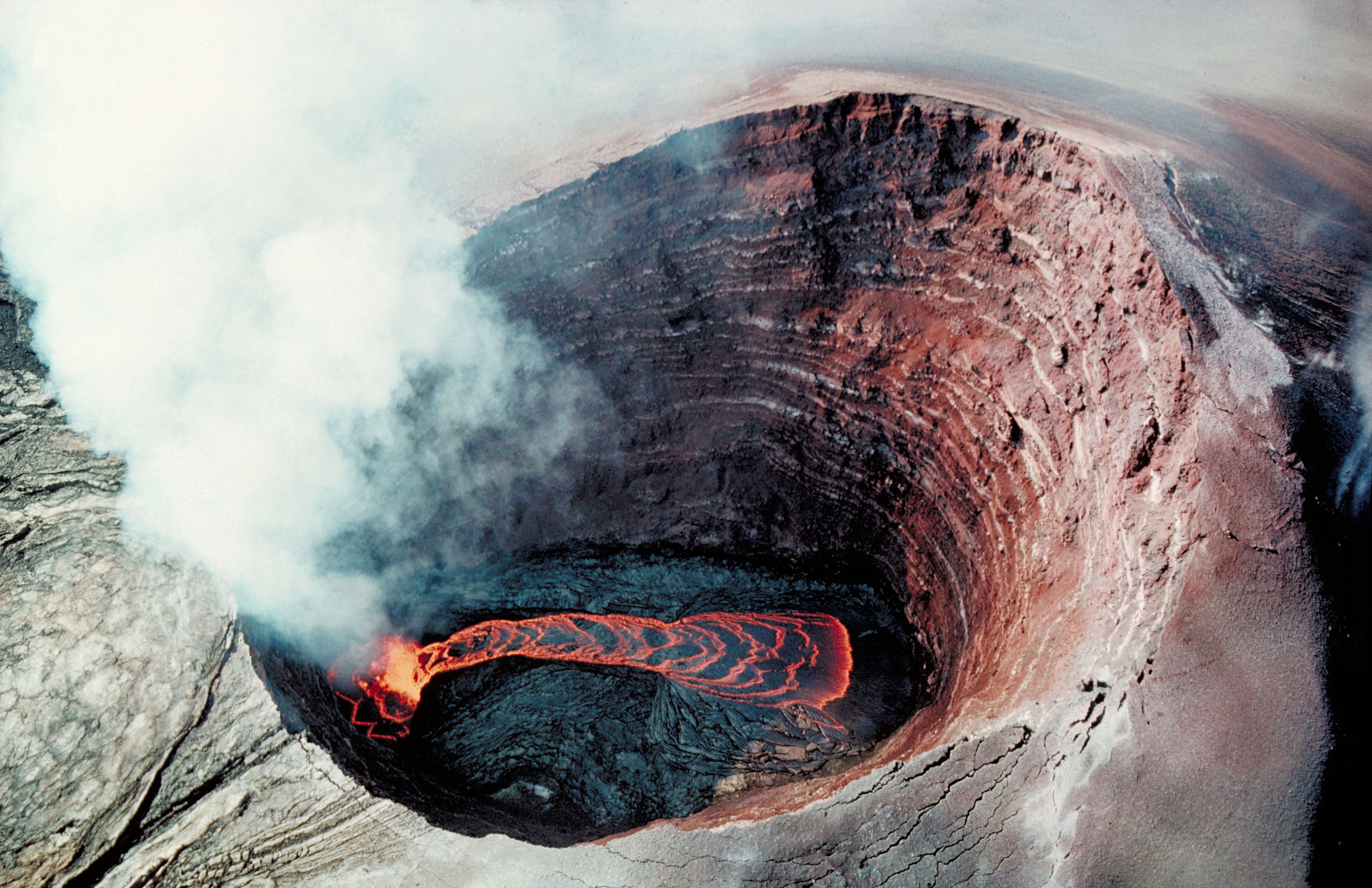
Vue aérienne du lac de lave du cratère Puʻu ʻŌʻō, Kīlauea. Le cratère mesure environ 250 m de diamètre.

Un lac de lave est une masse de lave, généralement basaltique, maintenue fluide par sa température élevée et le brassage provoqué par la remontée continue de gaz volcaniques, qui s'accumule dans une dépression généralement circulaire d'un volcan. Les géologues distinguent deux types de lacs de lave, les lacs « actifs » (situés dans un cratère volcanique alimenté par un réservoir magmatique) et les lacs « passifs » (résultant du déversement d'une coulée de lave dans un creux topographique, ancien cratère ou graben).

## Formation
Les lacs de lave se forment de trois façons possibles :
- depuis une ou plusieurs cheminées d'un cratère qui entre suffisamment en éruption pour être partiellement rempli ;
- par déversement de lave dans un cratère ou une dépression et remplissage partiel ;
- au sommet d'une nouvelle cheminée qui crache de la lave continuellement pendant plusieurs semaines et construit progressivement un cratère plus élevé que le sol avoisinant.

Les lacs de lave sont généralement temporaires. Leur durée d'existence dépend de l'activité volcanique et en particulier de l'équilibre précaire entre les apports et les déperditions de chaleur (principalement par rayonnement) au niveau du lac de lave. Les températures sont généralement comprises entre 1 000 °C et 1 250 °C. Si une baisse d'activité se présente, la température du lac de lave peut diminuer, la lave se solidifier et laisser place à une mince couche solide qui va progressivement s'épaissir vers l'intérieur au fil du refroidissement. La présence de lacs « actifs » « sur de longues périodes de temps a conduit à émettre deux hypothèses différentes pour expliquer cette activité. Dans la première, un dégazage continu de magma stocké en profondeur dans le volcan et la circulation de ces gaz à haute température au travers du lac permettraient de maintenir la lave à haute température et donc de la maintenir longtemps fluide. La deuxième hypothèse, sans doute la plus probable, implique une alimentation continue par du nouveau magma chaud arrivant d'une chambre magmatique profonde. Pour expliquer que les lacs de lave ne débordent pas en permanence, il faut alors admettre que ce nouveau magma chaud remplace un magma plus froid donc plus dense qui redescend dans le fond du lac et qui s'injecte sans doute dans la structure du volcan sous forme de sills ou de dykes ».

## Exemples terrestres

### Lacs de lave actuels
Les lacs de laves continuels sont un phénomène rare. En juin 2018, sur les 600 volcans de la planète, seuls trois hébergent un lac de lave permanent depuis plusieurs décennies :
- le mont Erebus, île de Ross, Antarctique[4] ;
- l'Erta Ale, Éthiopie[5] ;
- le Nyiragongo, République démocratique du Congo[6].

Le lac de lave du Nyiragongo est, de façon générale à l'époque historique récente (la taille et la profondeur d'un lac de lave peuvent varier considérablement au cours du temps), le plus grand et le plus volumineux, atteignant 700 m de diamètre en 1982. On suppose que le Masaya a abrité un lac de lave plus grand à l'époque de la colonisation espagnole de l'Amérique, atteignant 1 000 m de diamètre en 1670.
En mai 2018, le Kīlauea a perdu ses deux lacs de lave quasi-permanents. La chute du niveau de sa colonne magmatique, dans les profondeurs du volcan, engendre une activité explosive par contact avec la nappe phréatique, ainsi qu'un effondrement de sa caldeira.
En dehors de la Terre, on trouve également de nombreux lacs de lave sur Io, satellite de Jupiter à l'activité volcanique importante.

### Autres lacs de lave
En plus des lacs de lave permanents cités plus haut, d'autres lacs de lave temporaires (parfois nommés « mares » ou « étangs de lave » suivant leur taille ou leur nature) ont été observés.
- Lacs de lave récents, actifs par intermittence :
  - Ambrym, Ambrym, Vanuatu (deux lacs de lave dans les cratères Benbow et Marum)[9] ;
  - Masaya[10], Nicaragua (décembre 2015 à mars 2016), particulièrement actif[11] ;
  - Karthala, Grande Comore, Comores[12] ;
  - Kīlauea, Hawaï, États-Unis[13]. Le Kīlauea possédait deux lacs de lave permanents : le premier dans la cheminée du Halemaʻumaʻu près de la caldeira sommitale, le second dans le cône Puʻu ʻŌʻō dans la zone de rift orientale du volcan[14]. Cependant depuis sa nouvelle phase éruptive débutée début mai 2018, ces deux lacs de lave ont disparu ;
  - Ol Doinyo Lengaï, Tanzanie, seule occurrence connue d'un lac de lave de carbonatite, le volcan étant le seul actif dans le monde émettant des carbonatites[15] ;
  - Piton de la Fournaise, La Réunion, France (petit lac temporaire dans le cratère Dolomieu)[16],[17] ;
  - Villarrica, Chili[18] ;
  - Turrialba, Costa Rica[19].
- Lacs de lave non confirmés :
  - Nabro, Érythrée (2012)[20] ;
  - Telica, Nicaragua (1971 et 1999-2000)[21] ;
  - Tofua, Tofua, Tonga (2004, 2006)[22] ;
  - Tungurahua, Équateur (pays) (1999)[23].
- Lacs de lave suggérés par télédetection satellite :
  - Mont Belinda, île Montagu, îles Sandwich du Sud[24] ;
  - Pic Mawson, île Heard[25] ;
  - Mont Michael, île Saunders, îles Sandwich du Sud[26].
- Lacs de lave disparus (aux temps historiques) :
  - Ardoukôba, Djibouti (en 1978)[27] ;
  - Capelinhos, Faial, Açores (en 1958, lors d'une éruption surtseyenne)[28] ;
  - La Cumbre, île Fernandina, îles Galápagos (en 1995)[29] ;
  - Etna, Sicile, Italie (en 1974)[30] ;
  - Mont Matavanu, Savai'i, Samoa (pendant l'éruption de 1905-1911)[31] ;
  - Nyamuragira, République démocratique du Congo (lac de lave dans la caldera sommitale, confirmé en 1921, épuisé en 1938 ; lac temporaire dans le cône Kituro pendant l'éruption de 1948)[32],[33] ;
  - Pacaya, Guatemala (en 2000 et 2001)[34] ;
  - Stromboli, îles Éoliennes, Italie (en 1986 et 1989)[35] ;
  - Surtsey, Islande (en 1964, pendant l'éruption de 1963-67 qui a formé l'île)[36],[37],[38] ;
  - Tolbatchik, Kamtchatka, Russie (dernière observation en 1964)[32],[39] ;
  - Vésuve, Naples, Italie (en 1929, un lac de lave s'est formé, finissant même par déborder du cratère).

## Exemples extraterrestres
Plus de 40 lacs de lave ont été identifiés sur Io (satellite de Jupiter) par l'instrument Jovian Infrared Auroral Mapper (en) à bord de la sonde Juno. Ces lacs sont situés à l'intérieur de dépressions du type patera, et la majorité des pateras observées à une résolution suffisante présentent une signature thermique élevée, ce qui suggère que les lacs de lave sont omniprésents sur Io. La largeur de l'anneau d'éclaboussures autour des marges est de l'ordre de quelques mètres à quelques dizaines de mètres, tandis que le diamètre des lacs de lave observés varie de 10 à 100 km. L'épaisseur de la croûte au centre de certains lacs de lave est de l'ordre de 5 à 10 m, ce qui suggère un âge de quelques années. L'essentiel de l'émission thermique provient de la croûte, beaucoup plus vaste que la lave exposée.